# Коефіцієнт Бергера
Коефіціє́нт Бе́ргера  — система розрахунку особистих коефіцієнтів учасників шахового турніру або турніру з інших видів настільних ігор. Спочатку цей коефіцієнт використовували для підрахунку в змаганнях, які проходили за круговою системою, пізніше його стали використовувати і для турнірів за швейцарською системою.
Першим цю розрахункову систему при рівності очок запропонував чехословацький майстер Оскар Гелбфус у серпні 1873 року.
Першим на практиці задіяли Вільям Зоннеборн та Йоганн Бергер на турнірі в Ліверпулі в 1882 році. Тому інколи цю систему називають «Бергер-Зоннеборн» чи «Зоннеборн-Бергер».
З 1886 року ця розрахункова система увійшла у постійну практику.

## Принцип
Логіка коефіцієнта будується на принципі: чим кращий результат в іграх із сильними суперниками, чим більше перемог — тим вищий коефіцієнт. Гравець чи команда, що програли всі зустрічі, матиме нульовий коефіцієнт.
Існує кілька варіантів розрахунку коефіцієнта. У найпростішому з них коефіцієнт дорівнює сумі набраних очок переможених суперників плюс половина очок суперників, з якими гра завершилась внічию.

## Приклад
Розглянемо ситуацію, що склалась на жіночій шаховій Олімпіаді 1957 року в групі «С»:
| Місце | Команда  | 1  | 2  | 3  | 4 | 5  | 6 | 7 | Очки | КО | КПер | КНіч | КПор |
| ----- | -------- | -- | -- | -- | - | -- | - | - | ---- | -- | ---- | ---- | ---- |
| 1     | СФРЮ     | ×  | 1½ | ½  | 2 | 1½ | 1 | 2 | 8½   | 9  | 4    | 1    | 1    |
| 2     | ФРН      | ½  | ×  | 1  | 1 | 2  | 2 | 2 | 8½   | 8  | 3    | 2    | 1    |
| 3-4   | Англія   | 1½ | 1  | ×  | 1 | ½  | 2 | 2 | 8    | 8  | 3    | 2    | 1    |
| 3-4   | Польща   | 0  | 1  | 1  | × | 2  | 2 | 2 | 8    | 8  | 3    | 2    | 1    |
| 5     | Данія    | ½  | 0  | 1½ | 0 | ×  | 2 | 2 | 6    | 6  | 3    | 0    | 3    |
| 6     | Норвегія | 1  | 0  | 0  | 0 | 0  | × | 2 | 3    | 3  | 1    | 1    | 4    |
| 7     | Бельгія  | 0  | 0  | 0  | 0 | 0  | 0 | × | 0    | 0  | 0    | 0    | 6    |

Збірні команди Польщі та Англії мали абсолютно рівні показники. Згідно з регламентом першої шахової жіночої Олімпіади для них вираховувався коефіцієнт Бергера.
Польща
Відповідно до логіки коефіцієнта вираховуємо суму набраних очок переможених суперників.
Команда Польщі здобула перемоги над командою Данії, яка набрала на турнірі 6 ігрових очок; командою Норвегії, яка набрала 3 очки; та командою Бельгії, яка не мала жодного очка.
Тобто загалом ці три, переможені командою Польщі, суперники здобули на турнірі разом 9 очок.
Друга частина коефіцієнта враховує результати суперників, з якими гра закінчилась внічию.
Збірна Польщі зіграла внічию з командами ФРН та Англії. Сума набраних цими збірними ігрових очок дорівнює 16,5 (8 — Англія + 8,5 — ФРН). Логіка коефіцієнта Бергера говорить про зарахування тільки половини суми набраних очок суперниками, з якими були зіграні нічиї. Тобто 16,5 / 2 = 8,25.
Заключна частина алгоритму коефіцієнта Бергера додає ці два результати. Відповідно: 9 очок, набраних переможеними суперниками (Данія, Норвегія, Бельгія) додаємо до половини очок, набраних суперниками, з якими було зіграно внічию (ФРН, Англія) — 8,25.
Коефіцієнт Бергера для збірної Польщі дорівнює: 9 + 8,25 = 17,25.

Англія
Так само вираховуємо коефіцієнт для збірної Англії: Команда Англії перемогла збірні Югославії, Норвегії та Бельгії, які разом здобули (8,5 + 3 + 0 відповідно) = 11,5 очок. І зіграла внічию зі збірними ФРН та Польщі, які вдвох здобули (8,5 + 8 відповідно) = 16,5 очок. Але враховуємо тільки половину 16,5 / 2 = 8,25.
Відповідно коефіцієнт Бергера для команди Англії буде дорівнювати 11,5 + 8,25 = 19,75.

Висновок: Команда Англії має більший коефіцієнт Бергера, тому посідає місце вище від команди Польщі.
- Б — Бергер.

| Місце | Команда  | 1  | 2  | 3  | 4 | 5  | 6 | 7 | Очки | КО | Б     | КПер | КНіч | КПор |
| ----- | -------- | -- | -- | -- | - | -- | - | - | ---- | -- | ----- | ---- | ---- | ---- |
| 1     | СФРЮ     | ×  | 1½ | ½  | 2 | 1½ | 1 | 2 | 8½   | 9  | 24    | 4    | 1    | 1    |
| 2     | ФРН      | ½  | ×  | 1  | 1 | 2  | 2 | 2 | 8½   | 8  | 17    | 3    | 2    | 1    |
| 3     | Англія   | 1½ | 1  | ×  | 1 | ½  | 2 | 2 | 8    | 8  | 19.75 | 3    | 2    | 1    |
| 4     | Польща   | 0  | 1  | 1  | × | 2  | 2 | 2 | 8    | 8  | 17.25 | 3    | 2    | 1    |
| 5     | Данія    | ½  | 0  | 1½ | 0 | ×  | 2 | 2 | 6    | 6  | 11    | 3    | 0    | 3    |
| 6     | Норвегія | 1  | 0  | 0  | 0 | 0  | × | 2 | 3    | 3  | 4.25  | 1    | 1    | 4    |
| 7     | Бельгія  | 0  | 0  | 0  | 0 | 0  | 0 | × | 0    | 0  | 0     | 0    | 0    | 6    |

## Сума коефіцієнтів Бергера
Сума коефіцієнтів Бергера (англ. deducted Sonneborn-Berger, dSB), як правило використовується у командних турнірах, найчастіше із швейцарською системою.

### Принцип
Вираховується так: командні очки (КО) (англ. MP) кожного суперника (окрім найгіршого), помножені на кількість індивідуальних очок (ігрових очок) (англ. pts), набраних у матчі проти цього суперника.

### Приклад
Розглянемо ситуацію, що склалась на жіночій шаховій олімпіаді 2008 року.
Згідно з регламентом місця визначались за: 1. кількістю командних очок (КО) → 2. сумою Коефіцієнтів Бергера (сКБ).
Команди Грузії та України набрали однакову кількість командних очок (по 18). Доля першого місця визначалась за сумою Коефіцієнтів Бергера.
| Місце | Команда | КО | Очки | + | = | - | 1    | 2    | 3   | 4   | 5   | 6    | 7    | 8   | 9   | 10   | 11   |
| ----- | ------- | -- | ---- | - | - | - | ---- | ---- | --- | --- | --- | ---- | ---- | --- | --- | ---- | ---- |
| 1-2   | Грузія  | 18 | 31   | 8 | 2 | 1 | (2½) | (2½) | (3) | (2) | (2) | (1½) | (4)  | (4) | (4) | (2½) | (3)  |
| 1-2   | Україна | 18 | 30   | 7 | 4 | 0 | (2)  | (3½) | (3) | (2) | (3) | (3½) | (3½) | (2) | (3) | (2)  | (2½) |
| 3     | США     | 17 | 30½  | 8 | 1 | 2 | (3)  | (1½) | (4) | (3) | (3) | (4)  | (2)  | (3) | (1) | (3½) | (2½) |

Сума коефіцієнта Бергера для команди Грузії визначається так: у першому турі команда грала з збірною Англії, яка в підсумку набрала 11 командних очок (КО) (див. тут). У цій зустрічі грузинські шахістки здобули 2½ ігрових очки. Згідно з логікою вираховування суми коефіцієнта Бергера, кількість командних очок (КО), здобутих суперником, перемножується на кількість індивідуальних ігрових очок, здобутих у грі з цим суперником. Тобто 11 × 2½ = 27,5.
Таким же чином вираховуємо для усіх інших суперників:
- Румунія: 15 (КО) × 2,5  = 37,5;
- Ізраїль 15 × 3 = 45;
- Угорщина 14 × 2 = 28;
- Росія 17 × 2 = 34;
- Польща 17 × 1,5 = 25.5;
- Іспанія 14 × 4 = 56;
- Молдова 13 × 4 = 52;
- Словенія 12 × 4 = 48;
- КНР 15 × 2,5 = 37.5;
- Сербія 16 × 3 = 48;

Загальна сума набраних Коефіцієнтів Бергера буде дорівнювати 439, але, згідно з логікою підрахунку, результат команди, яка набрала найменшу кількість командних очок (КО), тобто команди Англії (лише 11) не враховується, тому кінцевий показник суми коефіцієнта Бергера для команди Грузії буде дорівнювати: 439 — 27,5 = 411.5;
Сума коефіцієнта Бергера (сКБ) для збірної України буде дорівнювати:
- Аргентина 13 × 2 = 26;
- Іран 12 × 3,5 = 42;
- Монголія 14 × 3 = 42;
- Литва 11 × 2 = 22;
- Словаччина 14 × 3 = 42;
- Вірменія 16 × 3,5 = 56;
- Нідерланди 14 × 3,5 = 49;
- КНР 15 × 2 = 30;
- Румунія 15 × 3 = 45;
- Сербія 16 × 2 = 32;
- Польща 17 × 2,5 = 42,5;

Сума коефіцієнта Бергера для всіх суперників команди України дорівнює 428,5, мінус результат команди, яка здобула найменшу кількість КО (Литва — 11) і визначає кінцевий показник збірної України: 406,5.
Він менший, ніж у команди Грузії, яка і займає перше місце. Україна друга.
- сКБ — сума Коефіцієнтів Бергера;

| Місце | Команда | КО | сКБ   | Очки | + | = | - | 1    | 2    | 3   | 4   | 5   | 6    | 7    | 8   | 9   | 10   | 11   |
| ----- | ------- | -- | ----- | ---- | - | - | - | ---- | ---- | --- | --- | --- | ---- | ---- | --- | --- | ---- | ---- |
| 1     | Грузія  | 18 | 411.5 | 31   | 8 | 2 | 1 | (2½) | (2½) | (3) | (2) | (2) | (1½) | (4)  | (4) | (4) | (2½) | (3)  |
| 2     | Україна | 18 | 406.5 | 30   | 7 | 4 | 0 | (2)  | (3½) | (3) | (2) | (3) | (3½) | (3½) | (2) | (3) | (2)  | (2½) |
| 3     | США     | 17 | 386.5 | 30½  | 8 | 1 | 2 | (3)  | (1½) | (4) | (3) | (3) | (4)  | (2)  | (3) | (1) | (3½) | (2½) |